# Карпатське золото
«Карпатське золото» — український художній фільм режисера Віктора Живолуба, відзнятий у 1991 році на кіно-відеофірмі «Україна».

## Деталі сюжету
Західна Україна, 1945 рік. За даними розвідки Першого Українського фронту СРСР в район Карпат увійшов загін особливого призначення під керівництвом гауптмана Гінце на пошуки золота для потреб Німеччини. Золото в Карпатах є і всі про нього знають і за ним полюють: і вояки Німеччини, і вояки Совітів, і вояки УПА. Та не кожен гідний взяти це багатство, не кожному йде воно в руки. І дістанеться воно зовсім не тим, хто найбільше його шукає і готовий заплатити високу ціну, навіть жертвуючи чужими життями. Дорого обійшлося Крапивичу знайомство з таємницею карпатського золота. Події, що розгортаються навколо легенди про скарб, захований в Карпатах, по-різному позначаються на долі героїв фільму.

## Акторський склад
- Іван Гаврилюк — Крапивич
- Наталка Сумська — Ольга, інженер ліспромгоспу з Кіровограду
- Ольга Сумська — Оксана
- Михайло Горносталь — Дмитро, командир боївки УПА (псевдо Гонта), брат Оксани
- Костянтин Степанков — священик
- Євген Миронов — Чупін, командир вояків Совітів
- Альгіс Матуленіс — Гінце
- Микола Олійник — Роман
- Борислав Брондуков — Зенон
- Тетяна Коростильова — Мироська
- Євген Паперний — Решєтов
- Ігор Чаленко — підполковник вояків Совітів
- Юра Червинко — Михасик
- Мар'яна Павлюк — Галя

В епізодах: К. Нагорний, Юрій Сатаров, Дмитро Наливайчук, Назар Стригун, Олексій Сєрєбряков, Є. Петриченко, О. Чепель, І. Добряков, Анатолій Переверзєв, Євген Федорченко, А. Дворяніков, Р. Нігматулін, В. Самокищук, Б. Демирський, Андрій Федюк, Володя Любрак, Саша Григорів.

## Мова фільму
Оригінальна версія має як україномовні, так і російськомовні репліки: українською говорять лише українські персонажі, а російські вояки та інженерка з Кіровограду/Кропивницького - російськомовні.
Студія створила також повністю російськомовну версія, де україномовних героїв продублювали російською.